# Sphingonotus vitreus
Sphingonotus vitreus är en insektsart som beskrevs av Henri Saussure 1888. Sphingonotus vitreus ingår i släktet Sphingonotus och familjen gräshoppor.

## Underarter
Arten delas in i följande underarter:
- S. v. brevipes
- S. v. vitreus